# خريطة طبوغرافية (علم التشريح العصبي)
الخريطة الطبوغرافية هي الإسقاط المرتب لسطح حسي، مثل شبكية العين أو الجلد، أو نظام مستجيب، مثل الجهاز العضلي، إلى واحد أو أكثر من هياكل الجهاز العصبي المركزي. يمكن العثور على الخرائط الطبوغرافية في جميع الأنظمة الحسية وفي العديد من الأنظمة الحركية.

## البصرية
يشير النظام البصري إلى جزء من الجهاز العصبي المركزي يسمح للكائن الحي بالرؤية. يفسر المعلومات من الضوء المرئي لبناء تمثيل للعالم. مشروع الخلايا العقدية لشبكية العين بطريقة منظمة إلى النواة الركبية الجانبية للمهاد ومن هناك إلى القشرة البصرية الأولية (V1)؛ يتم تمثيل البقع المجاورة على الشبكية بواسطة الخلايا العصبية المجاورة في النواة الركبية الجانبية والقشرة البصرية الأولية. مصطلح هذا النمط من الإسقاط هو الطبوغرافيا. هناك العديد من أنواع الخرائط الطبوغرافية في القشرة المرئية، بما في ذلك الخرائط الشبكية وخرائط الهيمنة الإطباقية وخرائط الاتجاه. خرائط الشبكية هي الأسهل في الفهم من حيث التضاريس. خرائط الشبكية هي تلك التي يتم فيها الحفاظ على الصورة على شبكية العين في القشرة (V1 و LGN). بعبارة أخرى، إذا تعرضت منطقة معينة من القشرة للتلف، فسيكون لدى هذا الفرد نقطة عمياء في العالم الحقيقي، فلن يتمكن من رؤية الجزء الصغير من العالم الذي يتوافق مع تلف شبكية العين. خرائط الاتجاه هي أيضًا طبوغرافية. توجد في هذه الخرائط خلايا لها تفضيل لاتجاه معين، وسيتم تحقيق أقصى معدل إطلاق للخلية عند هذا التفضيل. عندما يتم تحريك الاتجاه بعيدًا عن معدل الإطلاق، سينخفض معدل إطلاق النار. خريطة الاتجاه طبوغرافية لأن الأنسجة العصبية المجاورة لها تفضيلات اتجاه مماثلة.
يشير مصطلح Retinotopic إلى الحفاظ على الترتيب المعين للوصلات الواردة من شبكية العين على طول المسار الوارد عبر الهياكل القشرية الفرعية إلى V1 والمناطق البصرية القشرية الأخرى. القشرة البصرية الأولية (V1، منطقة Brodmann 17) هي أول منطقة قشرية تستقبل المدخلات البصرية. سطور Gennari-مجموعة من المحاور المايلين بشكل كبير، الإسقاط الأفقي داخل منطقة النهاية لمدخلات النواة الركبية الجانبية (LGN) إلى V1-توفر علامة تشريحية خاصة بـ V1. 

### تطوير
وفقًا لفرضية الانجذاب الكيميائي، يتم توزيع الملصقات الكيميائية بطريقة متدرجة عبر شبكية العين والسقف. هذا يسمح لكل خلية عقدة شبكية بالتعرف على موقع الإنهاء المناسب لها. تُظهر التجارب التي أجريت على العيون المركبة المصطنعة في Xenopus أن الخلايا العقدية ليست فقط هي التي تحمل هذه الخصائص، ولكن أيضًا محاورها. يجب أن تكون المحاور قادرة على التواصل مع بعضها البعض للتأكد من أن تلك التي تحمل نفس العلامات الموضعية تعصب نفس المنطقة من الأُكيمة العلوية. 

### فئات الخرائط الشبكية
التمثيلات من الدرجة الأولى هي تلك التي يتم فيها تعيين النقاط المجاورة لنفس نصف الحقل دائما إلى أعمدة متجاورة في القشرة المقابلة. مثال على ذلك هو الخريطة في القشرة البصرية الأولية (V1).
التمثيلات من الدرجة الثانية، والمعروفة أيضًا باسم خريطة عدم الاستمرارية الميدانية، هي خرائط منظمة بحيث يبدو أنه تم إدخال انقطاع في المجال البصري أو شبكية العين. الخرائط في V2 والقشرة الخارجية الأخرى هي تمثيلات من الدرجة الثانية. 

## نظام سمعى
النظام السمعي هو النظام الحسي للسمع الذي يفسر فيه الدماغ المعلومات من تردد الموجات الصوتية، مما ينتج عنه إدراك النغمات. تدخل الموجات الصوتية إلى الأذن عبر القناة السمعية. تصل هذه الموجات إلى طبلة الأذن حيث يتم تحويل خصائص الموجات إلى اهتزازات. تنتقل الاهتزازات عبر عظام الأذن الداخلية إلى القوقعة. في القوقعة، يتم تحويل الاهتزازات إلى معلومات كهربائية من خلال إطلاق خلايا الشعر في عضو كورتي. يبرز عضو كورتي بطريقة منظمة إلى الهياكل الموجودة في جذع الدماغ (أي نواة القوقعة والأكيمة السفلية )، ومن هناك إلى النواة الركبية الإنسي للمهاد والقشرة السمعية الأولية. يتم تمثيل المواقع المجاورة على عضو كورتي، والتي هي نفسها انتقائية لتردد الصوت، بواسطة الخلايا العصبية المجاورة في هياكل الجهاز العصبي المركزي المذكورة أعلاه. تم تسمية نمط الإسقاط هذا بالتنسيق النغمي.
يبدأ التخطيط اللوني للمعلومات الصوتية في القوقعة حيث يهتز الغشاء القاعدي في مواضع مختلفة على طوله اعتمادًا على تردد الصوت. تكون الأصوات ذات التردد العالي في قاعدة القوقعة، إذا كانت غير مقيدة، والأصوات منخفضة التردد في القمة. تم العثور على هذا الترتيب أيضًا في القشرة السمعية في الفص الصدغي. في المناطق المنظمة نسبيًا، يختلف التردد بشكل منهجي من منخفض إلى مرتفع على طول سطح القشرة، ولكنه ثابت نسبيًا عبر العمق القشري. الصورة العامة للتنظيم الطبوغرافي في الحيوانات عبارة عن خرائط متعددة النغمات موزعة على سطح القشرة. 

## نظام الحسية الجسدية
يتألف نظام الحسية الجسدية من مجموعة متنوعة من المستقبلات ومراكز المعالجة لإنتاج إدراك اللمس ودرجة الحرارة واستقبال الحس العميق والاستقبال. توجد المستقبلات في جميع أنحاء الجسم بما في ذلك الجلد والظهارة والأعضاء الداخلية والعضلات الهيكلية والعظام والمفاصل. المستقبلات الجلدية للجلد تبرز بطريقة منظمة إلى الحبل الشوكي، ومن هناك، عبر مسارات واردة مختلفة ( العمود الظهري - المسالك اللمفية الخلفية والجهاز الفقري )، إلى النواة الخلفية البطنية للمهاد والقشرة الحسية الجسدية الأولية. مرة أخرى، يتم تمثيل المناطق المجاورة على الجلد بواسطة الخلايا العصبية المجاورة في جميع الهياكل المذكورة أعلاه. تم تسمية نمط الإسقاط هذا بالتنظير الجسدي.
أحد المخططات الشائعة للخريطة الجسدية هو القشرة القشرية. هذا الرسم التوضيحي هو تمثيل دقيق إلى حد ما لمدى تمثيل المنطقة القشرية لكل جزء أو منطقة من الجسم. كما أنه يرسم أي جزء من القشرة يمثل كل منطقة من الجسم.

## نظام المحرك
على عكس الخرائط الطبوغرافية للحواس، فإن الخلايا العصبية في القشرة الحركية هي خلايا عصبية مؤثرة تخرج من الدماغ بدلاً من جلب المعلومات إلى الدماغ من خلال الاتصالات الواردة. النظام الحركي مسؤول عن بدء الحركات الإرادية أو المخطط لها (يتم التوسط في ردود الفعل على مستوى الحبل الشوكي، لذلك لا تبدأ الحركات المرتبطة بردود الفعل من قبل القشرة الحركية). ينتقل التنشيط من القشرة الحركية عبر خلايا بيتز عبر القناة القشرية النخاعية عبر الخلايا العصبية الحركية العليا، وينتهي عند القرن الأمامي للمادة الرمادية حيث تنقل الخلايا العصبية الحركية السفلية الإشارة إلى الخلايا العصبية الحركية المحيطية، وأخيراً العضلات الإرادية.

### الحركات لا تتطلب استخدام الخرائط الطبوغرافية
هناك عدة حالات من الحركات التي لا تتطلب مشاركة الخرائط الطبوغرافية، أو حتى مشاركة الدماغ. سيكون أحد الأمثلة (كما ذكرنا سابقًا) في بعض ردود الفعل. عادة ما يتم التوسط في ردود الفعل على مستوى الحبل الشوكي من خلال أقواس منعكسة. في البشر، تشارك الأقواس المنعكسة الأحادية، والقليلة، والمتشابكة، والأنظمة العصبية الداخلية الشوكية، والخلايا العصبية للمادة الرمادية الداخلية بشكل جماعي بشكل مستمر لإنتاج منعكس الحبل الشوكي الذي ينشط العضلات.
تتميز المراكز الحركية الأعلى للأخطبوطات (اللافقاريات الكبيرة المخية) بتنظيم (على عكس الفقاريات) حركات عالية المهارة دون استخدام الخرائط الجسدية لأجسامهم.

## نظام الشم
جهاز حاسة الشم الجهاز الحسي الذي يستخدم في حاسة الشم. يكتشف المواد المتطايرة المحمولة في الهواء.
تفصل معظم الأنظمة الحسية مكانيًا المدخلات الواردة من الخلايا العصبية الحسية الأولية لإنشاء خريطة طبوغرافية تحدد موقع المنبه الحسي داخل البيئة، فضلاً عن جودة المنبه نفسه. على عكس الأنظمة الحسية الأخرى، لا تعتمد التضاريس في نظام الشم على الخصائص المكانية للمنبهات. يُعفى النظام الشمي من شرط تعيين موضع منبه حاسة الشم في الفضاء، ويستخدم الفصل المكاني للمدخلات الحسية لتشفير جودة الرائحة.
تختلف الخريطة الطبوغرافية التي تم الكشف عنها في نظام حاسة الشم في الجودة عن التمثيل المنظم المتأصل في الخرائط الحسية الشبكية أو النغمية أو الجسدية. تختلف الخلايا العصبية الشمية عن بعضها البعض حسب طبيعة المستقبلات التي تمتلكها. ومع ذلك، يتم أيضًا توزيع الخلايا العصبية الحسية الشمية التي ترتبط بها الخلايا العصبية البصلية الشمية عبر صفيحة المستقبل (الظهارة الشمية) اعتمادًا على تفضيلاتها الكيميائية. ترتبط المواقع الموجودة على الظهارة الشمية والبصلة الشمية  لذلك، كما هو الحال مع الأنظمة الحسية الأخرى، ترتبط الخريطة الطبوغرافية في الدماغ ببنية العضو المحيط. هذا المبدأ يسمى rhinotopy.
تعبر الخلايا العصبية الحسية الشمية الفردية عن واحد فقط من آلاف الجينات المستقبلة، بحيث تكون الخلايا العصبية متميزة وظيفيًا. الخلايا التي تعبر عن مستقبل معين في الظهارة الشمية مبعثرة بشكل عشوائي داخل 1 من 4 مناطق واسعة. تمد الخلايا العصبية الحسية محوارًا واحدًا غير متفرّع إلى البصلة الشمية بحيث تتقارب الإسقاطات من الخلايا العصبية التي تعبر عن مستقبل معين في 2 من الكبيبات 1800. نمط التقارب مطلق وثابت في جميع الأفراد في النوع. لذلك يوفر المصباح خريطة مكانية تحدد أي من المستقبلات العديدة تم تنشيطها داخل الظهارة الحسية بحيث يتم ترميز جودة المنبه الشمي عن طريق مجموعة محددة من الكبيبات التي يتم تنشيطها بواسطة رائحة معينة (رمز اندماجي).
بينما يعتمد تنقيح الكود الطبوغرافي البصلي على النشاط، يحدث التطور جزئيًا دون مساهمة واضحة من العمليات المعتمدة على النشاط. الفئران التي تفتقر إلى قناة الأيونات الحلقية ذات النوكليوتيدات الشمية تفشل في إظهار الاستجابات الكهربية التي تثيرها الرائحة في الظهارة الحسية، لكن نمط التقارب بين المحاور الشبيهة في البصلة لم يتغير في هذه الفئران الطافرة، مجادلة بقوة بأن تجربة حاسة الشم ليست ضرورية من أجل إنشاء أو تحسين الخريطة الطبوغرافية.
ومع ذلك، لا تستبعد هذه النتائج دورًا للعمليات المعتمدة على النشاط في الصيانة أو اللدونة المحتملة للخريطة بعد إنشائها. على سبيل المثال، لوحظ أن الخلايا العصبية التي لا تعبر عن مستقبلات الرائحة الوظيفية تتمتع بنصف عمر أقصر بشكل ملحوظ. لذلك، قد تكون العمليات المعتمدة على النشاط ضرورية لبقاء الخلايا العصبية الشمية بعد الولادة، وبهذه الطريقة، قد تغير المدخلات إلى الكبيبات الفردية، مما يؤدي إلى تغيير الحساسية للروائح الفردية.

## نظام الذوق
النظام الذوقي هو النظام الحسي للتذوق. مثل حاسة الشم، يتطلب التذوق عملية استقبال كيميائي. مستقبلات الذوق هي براعم التذوق على اللسان. يحتوي اللسان على مستقبلات الذوق وكذلك المستقبلات الميكانيكية. يدخل المتسللون من مستقبلات التذوق والمستقبلات الميكانيكية لللسان إلى أنظمة تصاعدية مختلفة في جذع الدماغ. ومع ذلك، فمن غير المؤكد كيف تتم معالجة هذين المصدرين للمعلومات في القشرة. تقع القشرة الذوقية الأولية (G) بالقرب من المنطقة الجسدية للسان (S1)، في القشرة الانعزالية العميقة في الشق الجانبي مع مناطق التذوق الثانوية في الغشاء.
من المحتمل أن يحافظ نظام التذوق المحيطي على علاقة محددة بين خلايا براعم التذوق التي تستجيب بشكل انتقائي لجودة طعم واحدة والخلايا العقدية التي تشير إلى تلك الجودة المعينة. يفسر هذا خصوصية الاستجابة لبعض عصب الذوق الفردي، خاصةً لأن مستقبلات الحلو والأحماض الأمينية والمرة يتم التعبير عنها في مجموعات متميزة من خلايا التذوق. على الرغم من الافتقار إلى الدليل التشريحي لمثل هذه العلاقة الحصرية على مستوى المستقبل الفردي والخلايا العقدية، فإن العلاقة بين البراعم المفردة وخلاياها العقدية العصبية يمكن تتبعها من الناحية التشريحية العصبية. في الذوق، كشفت محاولات تحديد التمثيل المكاني لمستقبلات التذوق أو صفات الذوق عن تضاريس وظيفية غير واضحة في الدماغ. ومع ذلك، يجب أن توزع الخلايا العقدية الذوقية الألياف المحيطية لأنواع خلايا مستقبلية معينة وتنشر النبضات مركزيًا بطريقة منظمة هيكليًا.

## فوائد
بالنسبة للخلايا العصبية، يعد إجراء اتصالات طويلة أمرًا مكلفًا من الناحية الأيضية، ومقايضة مسافة الاتصال هي الوقت. وبالتالي، فمن التصميم الجيد تجميع الخلايا العصبية معًا بحيث تكون مترابطة للغاية. تعد الخرائط الطبوغرافية المتعددة ميزة مفيدة لأنها تتيح خرائط بأحجام مختلفة تستوعب مستويات مختلفة من الحدة والتفاصيل في الإشارات. تحتوي الخريطة الأكثر تفصيلاً على عدد أكبر من الخلايا العصبية التي قد تشغل مساحة أكبر من الخريطة العالمية، الأمر الذي يتطلب عددًا أقل من الاتصالات.

## التقنيات
تم استخدام مجموعة متنوعة من التقنيات لإنشاء الخرائط الطبوغرافية في الدماغ. تم إظهار وجود الخرائط الطبوغرافية في وقت مبكر من خلال التحفيز الكهربائي للقشرة، وتتبع أنماط نوبات الصرع، وتسلسل التحفيز، والضعف بسبب الآفات. جاءت التفاصيل في الخرائط لاحقًا من خلال التحفيز الكهربائي الدقيق وتقنيات التسجيل التي أصبحت مستخدمة بشكل شائع في إظهار الخرائط الجسدية ولاحقًا في الأنظمة السمعية والبصرية، سواء في القشرة أو في الهياكل تحت القشرية مثل الأكيمة والنواة الركبية للمهاد. يعد التسجيل أحادي الخلية، والتحفيز المغناطيسي عبر الجمجمة (TMS)، والتحفيز الكهربائي للقشرة، والتصوير الوظيفي بالرنين المغناطيسي (fMRI) من بعض التقنيات المستخدمة لدراسة الخرائط في الدماغ. تمت دراسة أو تحسين العديد من الخرائط الطبوغرافية الحالية باستخدام التصوير بالرنين المغناطيسي الوظيفي. على سبيل المثال، درس Hubel and Wiesel في الأصل خرائط الشبكية في القشرة البصرية الأولية باستخدام تسجيل خلية واحدة. في الآونة الأخيرة، ومع ذلك، تم تحسين تصوير خريطة الشبكية في القشرة وفي المناطق تحت القشرية، مثل النواة الركبية الجانبية، باستخدام تقنية الرنين المغناطيسي الوظيفي.